# Volleyligaen (herrar)
Volleyligaen är den högsta serien i volleyboll för herrar i Danmark. Serien spelas höst-vår med seriespel följs av ett cupspel där segraren blir dansk mästare. Nedflyttning sker till 1. Division. Serien organiseras av Volleyball Danmark sedan 1962.

## Resultat per år
| Säsong                  | Podium             | Podium             | Podium            |
| Mästare                 | Tvåa               | Trea               |                   |
| ----------------------- | ------------------ | ------------------ | ----------------- |
| 1962-63 mer information | VK Vognmandsmarken | USG København      | Ryesgade VK       |
| 1963-64 mer information | VK Vognmandsmarken | USG København      | ASV Ryesgade      |
| 1964-65 mer information | USG København      | VK Vognmandsmarken | Sundby KFUM       |
| 1965-66 mer information | VK Vognmandsmarken | TV55 København     | ASV               |
| 1966-67 mer information | VK Vognmandsmarken | TV55 København     | USG København     |
| 1967-68 mer information | VK Vognmandsmarken | TV55 København     | ASV               |
| 1968-69 mer information | Gladsaxe VK        | RS Rødovre Volley  | TV55 København    |
| 1969-70 mer information | Gladsaxe VK        | RS Rødovre Volley  | TV55 København    |
| 1970-71 mer information | RS Rødovre Volley  | Gladsaxe VK        | ASV               |
| 1971-72 mer information | RS Rødovre Volley  | Gladsaxe VK        | Hvidovre VK       |
| 1972-73 mer information | RS Rødovre Volley  | Middelfart VBK     | Gladsaxe VK       |
| 1973-74 mer information | Middelfart VBK     | RS Rødovre Volley  | Gladsaxe VK       |
| 1974-75 mer information | RS Rødovre Volley  | Middelfart VBK     | DHG Volley        |
| 1975-76 mer information | Middelfart VBK     | DHG Volley         | RS Rødovre Volley |
| 1976-77 mer information | Middelfart VBK     | Helsingør KFUM     | DHG Volley        |
| 1977-78 mer information | Gladsaxe VK        | Middelfart VBK     | Helsingør KFUM    |
| 1978-79 mer information | Gladsaxe VK        | Middelfart VBK     | Helsingør KFUM    |
| 1979-80 mer information | Gladsaxe VK        | DHG Volley         | Middelfart VBK    |
| 1980-81 mer information | Gladsaxe VK        | Holte IF           | Middelfart VBK    |
| 1981-82 mer information | DHG Volley         | Gladsaxe VK        | Holte IF          |
| 1982-83 mer information | DHG Volley         | Holte IF           | Gladsaxe VK       |
| 1983-84 mer information | Gladsaxe VK        | Holte IF           | Skødstrup SF      |
| 1984-85 mer information | Gladsaxe VK        | Holte IF           | DHG Volley        |
| 1985-86 mer information | Holte IF           | DHG Volley         | Gladsaxe VK       |
| 1986-87 mer information | Holte IF           | Skødstrup SF       | DHG Volley        |
| 1987-88 mer information | Holte IF           | DHG Volley         | ASV               |
| 1988-89 mer information | Holte IF           | DHG Volley         | VK Fortuna Odense |
| 1989-90 mer information | Holte IF           | DHG Volley         | ASV               |
| 1990-91 mer information | Holte IF           | DHG Volley         | VK Fortuna Odense |
| 1991-92 mer information | Holte IF           | Sankt Jørgens VK   | DHG Volley        |
| 1992-93 mer information | Holte IF           | DHG Volley         | Sankt Jørgens VK  |
| 1993-94 mer information | Holte IF           | Sankt Jørgens VK   | Gentofte Volley   |
| 1994-95 mer information | Holte IF           | DHG Volley         | Gentofte Volley   |
| 1995-96 mer information | Gentofte Volley    | Holte IF           | DHG Volley        |
| 1996-97 mer information | Holte IF           | Gentofte Volley    | DHG Volley        |
| 1997-98 mer information | Holte IF           | Aalborg HIK        | Gentofte Volley   |
| 1998-99 mer information | Gentofte Volley    | Holte IF           | DHG Volley        |
| 1999-00 mer information | DHG Volley         | Holte IF           | Aalborg HIK       |
| 2000-01 mer information | Aalborg HIK        | DHG Volley         | Holte IF          |
| 2001-02 mer information | Aalborg HIK        | Holte IF           | DHG Volley        |
| 2002-03 mer information | DHG Volley         | Skovbakken Volley  | Aalborg HIK       |
| 2003-04 mer information | SK Århus           | BK Marienlyst      | Aalborg HIK       |
| 2004-05 mer information | BK Marienlyst      | SK Århus           | Aalborg HIK       |
| 2005-06 mer information | BK Marienlyst      | Middelfart VBK     | Gentofte Volley   |
| 2006-07 mer information | Gentofte Volley    | SK Århus           | Middelfart VBK    |
| 2007-08 mer information | BK Marienlyst      | Aalborg HIK        | Middelfart VBK    |
| 2008-09 mer information | BK Marienlyst      | Aalborg HIK        | Gentofte Volley   |
| 2009-10 mer information | BK Marienlyst      | Gentofte Volley    | Middelfart VBK    |
| 2010-11 mer information | BK Marienlyst      | -                  | -                 |
| 2011-12 mer information | Middelfart VBK     | Gentofte Volley    | BK Marienlyst     |
| 2012-13 mer information | BK Marienlyst      | -                  | -                 |
| 2013-14 mer information | BK Marienlyst      | Gentofte Volley    | Middelfart VBK    |
| 2014-15 mer information | Gentofte Volley    | Middelfart VBK     | BK Marienlyst     |
| 2015-16 mer information | Gentofte Volley    | BK Marienlyst      | Ishøj Volley      |
| 2016-17 mer information | BK Marienlyst      | Gentofte Volley    | Hvidovre VK       |
| 2017-18 mer information | Gentofte Volley    | Middelfart VBK     | Hvidovre VK       |
| 2018-19 mer information | Gentofte Volley    | Hvidovre VK        | BK Marienlyst     |
| 2019-20 mer information | Gentofte Volley    | Nordenskov UIF     | ASV               |
| 2020-21 mer information | Gentofte Volley    | BK Marienlyst      | Middelfart VBK    |

## Palmarès
| Lag                | Antal titlar | Säsong |
| ------------------ | ------------ | --- |
| Holte IF           | 12           | 1985-86, 1986-87, 1987-88, 1988-89, 1989-90, 1990-91, 1991-92, 1992-93, 1993-94, 1994-95, 1996-97, 1997-98 |
| Gentofte Volley    | 9            | 1995-96, 1998-99, 2006-07, 2014-15, 2015-16, 2017-18, 2018-19, 2019-20, 2020–21                            |
| BK Marienlyst      | 9            | 2004-05, 2005-06, 2007-08, 2008-09, 2009-10, 2010-11, 2012-13, 2013-14, 2016-17                            |
| Gladsaxe VK        | 8            | 1968-69, 1969-70, 1977-78, 1978-79, 1979-80, 1980-81, 1983-84, 1984-85                                     |
| VK Vognmandsmarken | 5            | 1962-63, 1963-64, 1965-66, 1966-67, 1967-68                                                                |
| RS Rødovre Volley  | 4            | 1970-71, 1971-72, 1972-73, 1974-75                                                                         |
| Middelfart VBK     | 4            | 1973-74, 1975-76, 1976-77, 2011-12                                                                         |
| DHG Volley         | 4            | 1981-82, 1982-83, 1999-00, 2002-03                                                                         |
| Aalborg HIK        | 2            | 2000-01, 2001-02                                                                                           |
| USG København      | 1            | 1964-65 |
| SK Århus           | 1            | 2003-04 |